# Olympic Airlines
Olympic Airlines (tiếng Hy Lạp: Ολυμπιακές Αερογραμμές, Olympiakés Aerogrammés - OA) đã từng là hãng hàng không quốc gia Hy Lạp. Hãng có trụ sở chính tại Athens. Nó hoạt động dịch vụ cho 37 điểm đến nội địa và 32 điểm đến trên toàn thế giới. Căn cứ chính của hãng là tại sân bay quốc tế Athena, với trung tâm tại sân bay quốc tế Thessaloniki, "Macedonia", sân bay quốc tế Heraklion, "Nikos Kazantzakis" và sân bay quốc tế Rhodes, "Diagoras". Olympic Airlines cũng sở hữu một cơ sở tại sân bay London Heathrow. Tháng 12 năm 2007, các hãng hàng không có khoảng 8.500 nhân viên.
Olympic Airlines cũng đã được công nhận bởi IATA với IOSA (IATA hoạt động kiểm toán an toàn) cho các thực hành an toàn của mình].
Ngày 06 tháng 3 năm 2009, Chính phủ Hy Lạp đã thông báo họ đã đạt được một thỏa thuận bán các hoạt động bay, hoạt động xử lý mặt đất và cơ sở kỹ thuật của nhóm Tập đoàn Đầu tư Marfin, quỹ đầu tư lớn nhất Hy Lạp, do đó kết thúc một khoảng thời gian 35 năm quốc doanh.
Ngày 29 tháng 9 năm 2009, Olympic Airlines đã ngừng tất cả các hoạt động và hầu hết các chuyến bay. Olympic Air, hãng hàng không mới được hình thành từ sự tư nhân hóa của nó, bắt đầu các chuyến bay. Olympic Airlines tiếp tục hoạt động một số chuyến bay dịch vụ công cộng để các hòn đảo Hy Lạp cũng như một số chuyến bay tới các điểm đến bên ngoài Liên minh châu Âu (Cairo, Alexandria, Tel Aviv, Beirut, Belgrade) cho đến khi Nhà nước Hy Lạp đã tiến hành đấu thầu công khai và phân phối lại các tuyến bay.
Bản mẫu:Hãng hàng không Hy Lạp